# NESiCAxLive
NESiCAxLive（ネシカ クロス ライブ）は、タイトーが運営する業務用ビデオゲーム筺体のダウンロードコンテンツシステム、およびサービスの名称。タイトーが展開しているアーケードゲーム用ICカード「NESiCA」についても本項で記載する。

## 概要
2010年9月に開催されたアミューズメントマシンショーでシステムについての概要が発表され、2010年12月9日にサービスを開始した。業務用初のゲームダウンロードサービスとして注目を集めた。
NESiCAxLiveは、サービスに対応しているビデオゲーム筺体に、配信されているゲームタイトルをダウンロードして遊ぶことができるシステム。配信するゲームタイトルは最新のタイトル以外にも、システム稼働前に発売された業務用ゲームへの対応も行っている。
配信されたゲームは、ゲームセンターの店舗に設置された「NESiCAサーバー」に自動的に提供され、NESiCAサーバーに繋がれたビデオゲーム筺体「NESiCAクライアント」へとダウンロードされる形式を取っている。プレイするゲームはメニュー画面から選択して起動する事が可能。ゲームタイトルによっては1台のみでの運用、いわゆる「シングル台」専用の物や、オペレーターの設定によりゲームを1タイトルに固定したり、もしくは数タイトルに限定して稼動させるなど柔軟な運用が可能となっている（稼働店のリアルタイム運用状況は、公式サイトに掲載されている）。さらにモニターを縦にしても運用できるが、この場合はシングル台かつ縦に対応したゲームのみプレイできる。
NESiCAxLive配信タイトル用のクライアント基板にはTaito Type X2、サーバー基板にはTaito Type X Zeroが採用されている。Type X2は機種別専用品を使用し、工場出荷時の仕様ではCPUがPentium 4 651 3.4Ghz、メインメモリは1GB、ビデオカードはGeForce7900GSがそれぞれ搭載されている。
新作ゲームが配信された場合も追加料金は徴収されない代わりに、ユーザーが1プレイするごとに料金を徴収する従量課金制を導入している。ただし、課金額はタイトルに応じて変化する。
2012年2月22日にVer.2.00にアップデートされ、配信タイトルが同時に5作追加された。
2013年10月9日には公式サイトが「NESiCA.net」（ネシカネット）にリニューアルされ、サービス名が「NESiCA」に統一された。「NESiCAxLive」はその中のダウンロードコンテンツシステムの名称として引き続き利用されている。またサイトでの対応タイトルリストはこれまではNESiCAxLive対応タイトルのみが表記されていたが、サイトリニューアル後は全てのNESiCA対応タイトルが表記されるようになった。
2016年秋には基本スペックの向上と店舗間のオンライン対戦機能を実装した「NESiCA×Live2」を発表。JAEPO2017で対応タイトル『ザ・キング・オブ・ファイターズXIV』『ミリオンアーサー アルカナブラッド』と細かい仕様が公開され、2017年6月29日より稼働を開始した。
NESiCAxLive2配信タイトル用のクライアント基板にはTaito Type X3が採用されている。Type X2と同様にType X3も機種別専用品を使用し、工場出荷時の仕様ではCPUがCore i5 2400 3.1GHz、メインメモリは2GBを2枚のデュアルチャンネルで計4GB、ビデオカードはGeForceGTX660がそれぞれ搭載されている。
なお、単独稼働タイトルに限ってはリリース時期によって採用されている基板が異なり、Type X2、Type X Zero、Type X3、Taito Type X4と多岐に渡る。特に専用筐体で稼働しているタイトルの場合、機種別専用品を使用していることが多い。

## ICカード「NESiCA」
「NESiCA」は本来ICカードのことを指す。名称は「NEsys intelligent CArd」の略。
プレイヤーはNESiCAを使用することで、システムのサービスを受けることができる。サービスは1枚のカードで複数タイトルに対応し、ゲームタイトルごとに個別にカードを用意する必要はない。カードの利用可能回数は無制限。カードの裏面には、NESiCAのIDが登録されており、ゲームタイトルによってはこのIDを使ってゲーム専用サイトで会員登録をする必要もある。サービスについては、ゲームのランキングへの参加や、データ管理が行なえるものもある。
NESiCAはNESICA.netメンバーズサイトにてアカウントを登録すると、再発行予約が可能となる。また、2015年9月29日に行われたリニューアルでは、同一アカウントに最大3枚までNESiCAの登録が可能となったほか、登録したNESiCAを使って遊んだゲームの一覧表示や、ゲームに使用できなくする「ロック」が可能となった。なお、NESiCAを使用することで「ネシカポイント」が蓄積され、アイテム等の引き換えがアナウンスされていたが、同リニューアルをもってネシカポイントは廃止となった。
NESiCAは通常デザインの他、対応ゲームのデザインのカードも存在し、NESiCAに貼ることを想定した「NESiCAシール」も登場している。また、変わり種としてストラップにNESiCAのICチップを搭載した「NESiCAストラップ」も登場している。

2019年3月14日稼働の『ストリートファイターV タイプアーケード』からは、セガ・インタラクティブの「Aime」、バンダイナムコアミューズメントの「バナパスポート」、コナミアミューズメントの「e-AMUSEMENT PASS」と同様、「Amusement IC」にも対応した。タイトーは、Amusement IC対応タイトルを増やすとしている。なお、Amusement IC対応のNESiCAは2代目（赤色）となり、初代NESiCAとは別物として扱われる。具体的には、初代NESiCAではセガ・コナミ・バンダイナムコのゲームに使用することができない。また2代目NESiCAも、一部を除き初代NESiCA向けタイトルには使用できない。

## アライアンスカンパニー
- アークシステムワークス
- アイレムソフトウェアエンジニアリング
- アクアプラス
- アリカ
- インディーズ・ゼロ
- インデックス（アトラス）
- エクサム
- XPEC Entertainment（英語版）
- SNK（旧・SNKプレイモア）
- FKDigital
- M2
- カプコン
- ガルチ
- ガンホー・オンライン・エンターテイメント
- グレフ
- ケイブ
- コーエーテクモゲームス
- サクセス
- SUBTLE STYLE
- サン電子
- ジー・モード
- スクウェア・エニックス
- スコーネック
- D4エンタープライズ
- ディンプス
- テックアーツ
- トレジャー
- ニトロプラス
- バイキング
- 冒険企画局
- ホビボックス
- MOSS
- るつぼゲームワークス
- レコム
- 童

アークシステムワークスはセガ・インタラクティブ製の基板採用タイトルに関してはALL.Netを採用している他、カプコンは2015年6月以降に稼働開始した新作タイトルからALL.Netへ鞍替えした。また、アトラス、ケイブなど後にアーケードゲーム事業から撤退したメーカーもある。

## 対応タイトル

### Amusement IC・2代目NESiCA対応

#### NESiCAxLive2配信タイトル
- THE KING OF FIGHTERS XIV Arcade Ver.（SNK）- 2017年6月29日[7]
- ミリオンアーサー アルカナブラッド（スクウェア・エニックス／エクサム）- 2017年11月21日[8]
- SNKヒロインズ Tag Team Frenzy AC（SNK）- 2018年10月11日[9]
- ファイティングEXレイヤー（アリカ）- 2018年11月29日[8]
- BLAZBLUE CROSS TAG BATTLE（アークシステムワークス）- 2019年4月25日
- SAMURAI SPIRITS（SNK） - 2019年10月24日
- 中毒パズル レベルスVS（flow） - 2020年8月6日
- OMEN OF SORROW（AOne Games） - 2022年12月22日
- THE KING OF FIGHTERS '98 ULTIMATE MATCH FINAL EDITION NESICA×Live2版（SNK） - 未定
- THE KING OF FIGHTERS 2002 UNLIMITED MATCH NESICA×Live2版（SNK） - 未定
- THE KING OF FIGHTERS XIII GLOBAL MATCH NESICA×Live2版（SNK） - 未定
- サムライスピリッツ閃 NESICA×Live2版（SNK） - 未定
- カオスブレイカー NESICA×Live2版（レコム） - 未定
- ザ・ランブルフィッシュ NESICA×Live2版（ディンプス）

#### 単独稼働タイトル
下記作品は専用もしくは汎用筐体で単独稼働されており、NESiCAxLive同様にNESiCAや各種オンラインサービスにも対応している。
- MUSIC DIVER（タイトー） - 2022年12月1日[10]（ラウンドワン限定稼動）
- ストリートファイター6 タイプアーケード（タイトー/カプコン） - 2023年12月14日[11]

### NESiCAのみ対応
NESiCAxLiveおよびNESiCAxLive2配信全タイトル（『ウルトラストリートファイターIV』を除く）は、Amusement ICには非対応だが2代目NESiCAには2019年4月9日に対応。

#### NESiCAxLive配信タイトル
- BLAZBLUE -CONTINUUM SHIFT II-（アークシステムワークス） - 2010年12月9日
- THE KING OF FIGHTERS '98 ULTIMATE MATCH FINAL EDITION for NESiCAxLive（SNKプレイモア） - 2011年1月24日
- THE KING OF FIGHTERS 2002 UNLIMITED MATCH for NESiCAxLive（SNKプレイモア） - 2011年1月24日
- スピカ☆アドベンチャー（タイトー） - 2011年1月24日
- 旋光の輪舞 Dis-United Order（グレフ） - 2011年1月24日
- SPACE INVADERS for NESiCAxLive（タイトー） - 2011年3月10日
- 星霜鋼機ストラニア（グレフ） - 2011年4月27日
- 旋光の輪舞DUO for NESiCAxLive（グレフ） - 2011年4月27日
- ドラゴンダンス（サクセス） - 2011年4月27日
- AQUAPAZZA（アクアプラス／エクサム） - 2011年6月22日
- バトルファンタジア（アークシステムワークス） - 2011年7月7日
- exception（サクセス） - 2011年7月28日
- サムライスピリッツ閃（SNKプレイモア） - 2011年10月5日
- デモンブライド アディショナルゲイン（エクサム） - 2011年11月24日
- 豪血寺一族 先祖供養（インデックス） - 2012年2月22日
- エヌアイン完全世界（SUBTLE STYLE／るつぼゲームワークス） - 2012年2月22日
- トラブル☆ウィッチーズAC 〜アマルガムの娘たち〜 for NESiCAxLive（冒険企画局） - 2012年2月22日
- アルカナハート2（エクサム） - 2012年2月22日
- すっごい!アルカナハート2 〜転校生 あかねとなずな〜（エクサム） - 2012年2月22日
- ペルソナ4 ジ・アルティメット イン マヨナカアリーナ（インデックス／アークシステムワークス） - 2012年3月1日
- パズルボブル（タイトー／D4エンタープライズ） - 2012年3月29日
- HOMURA（スコーネック） - 2012年3月29日
- 雷電III（MOSS） - 2012年3月29日
- 雷電IV for NESiCAxLive（MOSS） - 2012年3月29日
- マジカルビート（アークシステムワークス） - 2012年5月31日
- 赤い刀 真 for NESiCAxLive（ケイブ） - 2012年7月24日
- THE RUMBLE FISH 2 for NESiCAxLive（ディンプス） - 2012年8月7日
- CHAOS BREAKER for NESiCAxLive（タイトー） - 2012年9月20日
- DARK AWAKE for NESiCAxLive（レコム） - 2012年9月20日
- BLAZBLUE -CHRONOPHANTASMA-（アークシステムワークス） - 2012年11月21日
- サイキックフォース2012（タイトー） - 2012年12月20日
- とってもE麻雀（アークシステムワークス）- 2013年3月28日
- Crimzon Clover for NESiCAxLive（冒険企画局）- 2013年4月25日
- アルカナハート3 LOVE MAX!!!!!（エクサム）- 2013年5月8日
- CHAOS CODE -New Sign of Catastrophe-（FKDigital／アークシステムワークス）- 2013年6月6日
- Do Not Fall（XPEC Entertainment）- 2013年7月25日
- 斑鳩 for NESiCAxLive（トレジャー）- 2013年8月8日
- THE KING OF FIGHTERS XIII CLIMAX for NESiCAxLive（SNKプレイモア）- 2013年9月12日
- ペルソナ4 ジ・アルティマックス ウルトラスープレックスホールド（インデックス／アークシステムワークス）- 2013年11月28日
- 牌は逃さないッ、メンタンピン・ドラドララッ!（ホビボックス）- 2014年4月24日
- ハイパーストリートファイターII（カプコン）- 2014年10月9日
- エレベーターアクション（タイトー）- 2014年10月23日
- ラスタンサーガ（タイトー）- 2014年10月23日
- ストリートファイターIII 3rd STRIKE（カプコン）- 2014年11月6日
- ストリートファイターZERO3（カプコン）- 2014年12月4日
- ヴァンパイア セイヴァー（カプコン）- 2014年12月4日
- アルカナハート3 LOVE MAX SIX STARS!!!!!!（エクサム）- 2014年12月4日
- ヤタガラス Attack on Cataclysm（「ヤタガラス」開発チーム）- 2015年2月12日
- ニトロプラス ブラスターズ -HEROINES INFINITE DUEL-（ニトロプラス／エクサム）- 2015年4月30日
- ウルトラストリートファイターIV NESiCAxLive版[12][13]（カプコン）- 2015年5月12日
- Skullgirls 2nd Encore（M2）- 2015年10月29日
- BLAZBLUE CENTRALFICTION（アークシステムワークス）- 2015年11月19日
- エヌアイン完全世界 Anastasis（SUBTLE STYLE／るつぼゲームワークス） - 2023年2月21日
- ヤタガラス Enter The EastWard（「ヤタガラス」開発チーム）- 2024年2月15日

#### NESiCAxLive2配信タイトル
- BLAZBLUE CENTRALFICTION Ver2.0（アークシステムワークス）- 2017年8月3日
- ウルトラストリートファイターIV NESiCAxLive2版[12][13]（カプコン）- 2017年9月7日

#### 単独稼働タイトル
下記作品は専用もしくは汎用筐体で単独稼働されており、NESiCAxLive同様にNESiCAや各種オンラインサービスにも対応している（2代目NESiCAは非対応）。
- ウルトラストリートファイターIV[12][13]（カプコン）- 2014年4月17日

### 発売予定タイトル
以下のタイトルは、2010年 - 2013年にNESiCAxLiveでの配信予定が告知された。

#### NESiCAxLive配信タイトル
- R-TYPE[14]（アイレムソフトウェアエンジニアリング／D4エンタープライズ）
- 大工の源さん 〜べらんめ町騒動記〜[14]（アイレムソフトウェアエンジニアリング／D4エンタープライズ）
- スペランカー for NESiCAxLive[15][16]（M2）
- スペランカーII 23の鍵 for NESiCAxLive[15]（M2）

#### NEOGEO for NESiCAxLive
- 餓狼伝説 〜宿命の闘い〜[14][17]（SNKプレイモア）
- THE KING OF FIGHTERS '94[14][17]（SNKプレイモア）
- サムライスピリッツ[14][17]（SNKプレイモア）
- ワールドヒーローズ[14][17]（SNKプレイモア）
- 龍虎の拳[14][17]（SNKプレイモア）
- 超鉄ブリキンガー[14][17]（SNKプレイモア）
- メタルスラッグ[14][17]（SNKプレイモア）

## 対応終了タイトル
以下はネットワークサービスが終了済のタイトルとなり、設置店舗ではオフライン稼働となる（『フィギュアヘッズ エース』『ラブライブ! スクールアイドルフェスティバル』『ストリートファイターV タイプアーケード』は稼動終了となり、オフライン稼働もできない）。
- パズドラ バトルトーナメント（スクウェア・エニックス／ガンホー・オンライン・エンターテイメント） - 2016年9月30日サービス終了
  - -ラズール王国とマドロミドラゴン-：2014年4月24日
  - -チャンピオンズ オブ ラズール-：2014年11月26日
- LEFT 4 DEAD -生存者たち-（タイトー）：2014年12月10日 - 2017年6月29日サービス終了
- スクール オブ ラグナロク（スクウェア・エニックス／ディンプス） - 2017年6月30日サービス終了
  - 初代：2015年8月27日
  - Re:Boot：2015年12月17日
- フィギュアヘッズ エース（スクウェア・エニックス／ゲームスタジオ）：2017年6月21日 - 2018年8月31日稼動終了
- マジシャンズデッド（バイキング） - 2018年11月30日サービス終了
  - 初代：2016年12月8日
  - NEXT ブレイジング：2017年7月12日
- LORD of VERMILION(III以降)（スクウェア・エニックス／ゲームスタジオ） - 2019年8月31日サービス終了
  - III：2013年8月22日
  - III Ark-cell：2014年3月27日
  - III Twin Lance：2014年10月23日
  - III Chain-Gene：2015年4月27日
  - Re:3：2015年11月19日
  - Re:3 Dear Servant：2016年6月23日
  - Re:3 Dear Servant SAVIOUR OF THE 13 SWORDS：2016年9月29日
  - Re:3 Dear Servant KEEPER OF THE 13 KEYS：2016年12月26日
  - IV：2017年7月13日
  - IV ―血晶事変―：2017年12月14日
  - IV 血晶事変［RenatuS］：2018年6月28日
- ガンスリンガー ストラトス（スクウェア・エニックス／バイキング） - 2021年3月31日サービス終了
  - 初代：2012年7月12日
  - 2：2014年2月20日
  - 3：2016年5月12日
  - Σ：2017年4月24日
- ディシディア ファイナルファンタジー（スクウェア・エニックス／コーエーテクモゲームス）：2015年11月26日[9] - 2021年3月31日サービス終了
- シアトリズム ファイナルファンタジー オールスターカーニバル（スクウェア・エニックス／インディーズゼロ）：2016年9月27日[9] - 2021年3月31日サービス終了
- ラブライブ! スクールアイドルフェスティバル 〜after school ACTIVITY〜（スクウェア・エニックス／KLab／ブシロード） - 2021年10月1日稼動終了
  - 初代：2016年12月6日
  - Next Stage：2018年12月6日
- 星と翼のパラドクス（スクウェア・エニックス／バイキング）：2018年11月21日[18][19] - 2021年10月31日サービス終了
- グルーヴコースター（タイトー） - 2024年4月1日サービス終了
  - 初代：2013年11月5日
  - EX：2014年5月26日
  - 2 ヘヴンリーフェスティバル：2015年1月22日
  - 3 リンクフィーバー：2016年3月10日
  - 3EX ドリームパーティー：2017年3月16日
  - 4 スターライトロード：2018年3月29日
  - 4EX インフィニティハイウェイ：2019年3月28日
  - 4MAX ダイヤモンドギャラクシー：2020年4月9日
- ストリートファイターV タイプアーケード（カプコン）：2019年3月14日 - 2024年4月1日稼動終了
- テトテ×コネクト（タイトー）：2021年12月1日[20] - 2024年11月30日サービス終了（タイトー系列のアミューズメント施設およびラウンドワン限定稼動）
- 電車でGO!!（タイトー）：2017年11月7日[21] - 2025年3月1日サービス終了[22]

## 注意点
- クレジットを2つ以上投入しゲームをプレイした際、余ったクレジットは他のゲームに持ち越すことはできない。
- メニュー画面に戻りたいときは、未プレイかつクレジットがない時に上ライン左上のボタンとスタートボタンを同時に押すこと。
- NESiCAxLiveのサービス自体は日本国内のみのサービスだが、一部の単独稼働タイトルは海外でもネットワークサービスが提供されている。